# Chick Reiser
Joseph Francis Reiser (17 de dezembro de 1914 - Destin (Flórida), 29 de julho de 1996 foi um basquetebolista e treinador  norte-americano que foi campeão da Temporada da NBA de 1947-48 jogando pelo Baltimore Bullets.